# مگس‌گیر کلاه‌بلوطی
مگس‌گیر کلاه‌بلوطی (نام علمی: Erythrocercus mccallii) نام یک گونه از سرده مگس‌گیران زرد است.